# Brunettia cyclops
Brunettia cyclops är en tvåvingeart som beskrevs av Quate 1967. Brunettia cyclops ingår i släktet Brunettia och familjen fjärilsmyggor. Inga underarter finns listade i Catalogue of Life.